# Ayacha
Ayacha (franska: Ayacha (CR), Ayacha (Commune Rurale), arabiska: الزينات) är en kommun i Marocko.   Den ligger i provinsen Larache och regionen Tanger-Tétouan-Al Hoceïma, i den norra delen av landet, 180 km nordost om huvudstaden Rabat. Antalet invånare är 8 678.